# Natasha Morrison
Natasha Morrison (17 november 1992) is een Jamaicaanse atlete, die gespecialiseerd is in de sprint. Bij internationale wedstrijden was ze met name succesvol op de 4 × 100 m estafette. Ze werd in deze discipline eenmaal wereldkampioene en maakte deel uit van de winnende teams op de wereldkampioenschappen van 2019 en de Olympische Spelen van 2020. 

## Loopbaan

### Successen als junior
Morrison was nog maar vijftien jaar oud, toen zij al deelnam aan de Carifta Games van 2008 in Basseterre, Saint Kitts en Nevis. Op de 100 m eindigde zij hier in de categorie U17 jaar als vijfde in 12,03 s, om vervolgens op de 4 × 100 m estafette als lid van het Jamaicaanse U17-viertal de gouden medaille te veroveren in 46,51. Het was haar eerste internationale ervaring. Drie jaar later was zij er op de Pan-Amerikaanse U20 kampioenschappen in Miramar ook weer bij en opnieuw werd ze vijfde op de 100 m, ditmaal in 11,59, waarna zij haar volgende internationale medaille, een zilveren, behaalde op de 4 × 100 m in 45,37. 

### Eerste WK-goud in 2015
In haar latere jaren als senioratlete maakte Morrison om te beginnen in 2015 deel uit van het Jamaicaanse team dat in mei deelnam aan de World Athletics Relays in Nassau (Bahama's). Zij werd ingezet in de series van de 4 × 100 m estafette, die werd gewonnen in 42,50. In de finale werd haar plaats ingenomen door Veronica Campbell-Brown. Het Jamaicaanse team veroverde daarin de gouden medaille in 42,14. Later dat seizoen, bij de wereldkampioenschappen in Peking, kwam Morrison uit op zowel de 100 m als de 4 × 100 m. Op de 100 m drong ze in de halve finale met een persoonlijk record van 10,96 door tot de finale. Daarin werd ze zevende met een tijd van 11,02. Op het estafetteonderdeel werd haar deze keer wel een rol in de finale gegund. Dat pakte voorbeeldig uit, want met haar teamgenotes Veronica Campbell-Brown, Elaine Thompson en Shelly-Ann Fraser-Pryce veroverde ze goud in de Jamaicaanse recordtijd van 41,07, tevens een kampioenschapsrecord. Het Jamaicaanse viertal versloeg de estafetteploegen uit de Verenigde Staten (zilver; 41,68) en Trinidad en Tobago (brons; 42,03).

### Tweede WK-medaille in 2017
In 2016 slaagde Morrison er niet in om zich te kwalificeren voor de Olympische Spelen van Rio de Janeiro. Een jaar later maakte zij echter opnieuw deel uit van het Jamaicaanse estafetteteam dat deelnam aan de World Athletics Relays, die opnieuw in Nassau plaatsvonden. Ditmaal was zij zowel in de serie als de finale van de partij. Het leverde in 42,95 een zilveren medaille op achter het Duitse team, dat in 42,84 verrassend zegevierde. Mede door deze prestatie plaatste zij zich voor de WK in Londen. Daar strandde zij op de individuele 100 m in de halve finale, maar op de 4 × 100 m estafette wist zij samen met Jura Levy, Simone Facey en Sashalee Forbes in 42,19 de bronzen medaille te bemachtigen achter het winnende team van de Verenigde Staten en het als tweede eindigende viertal van het Verenigd Koninkrijk.

### Meer estafette-medailles
Ook op de Gemenebestspelen van 2018 in Gold Coast, Australië, was Morrison het meest succesvol op de 4 × 100 m estafette. Op dat onderdeel veroverde zij samen met Christania Williams, Gayon Evans en Elaine Thompson het zilver, terwijl zij eerder op de 100 m niet verder was gekomen dan de vijfde plaats. Dat ze daarna op de Centraal Amerikaanse en Caribische Games in Barranquilla, Colombia, samen met Jura Levy, Sherone Simpson en Jonielle Smith op de 4 × 100 m kampioene werd, lag dus in de lijn der verwachtingen.
In 2019 was Morrison, die was uitgegroeid tot een vaste waarde in de Jamaicaanse 4 × 100 m estafetteploeg, er op de World Athletics Relays, die nu in het Japanse Yokohama plaatsvonden, opnieuw bij. Samen met Gayon Evans, Sashalee Forbes en Jonielle Smith veroverde zij, net als in 2017, op de 4 × 100 m de zilveren medaille. Dit keer finishte het Jamaicaanse viertal in 43,29 met slechts 0,02 sec. verschil achter het winnende Amerikaanse team. Begin augustus leek zij op de Pan-Amerikaanse Spelen in Lima niet echt in vorm, getuige haar matige prestaties op de 100 m (vijfde in 11,40) en de 4 × 100 m estafette (vierde in 43,74). In oktober, op de WK in Doha, werd zij wellicht om deze reden op de 4 × 100 m buiten de finaleploeg gehouden. In de series zorgde zij er echter wel voor, dat samen met  Natalliah Whyte, Shelly-Ann Fraser-Pryce en Jonielle Smith de snelste serietijd van 42,11 op de klokken werd gezet, waarna in de finale met Shericka Jackson in Morrisons plaats in 41,44 de gouden medaille werd veroverd.

### Goud in Tokio
Een hoogtepunt in de carrière van Morrison vormden de Olympische Spelen van Tokio in 2021, waar zij lid was van het Jamaicaanse team, dat op de 4 × 100 m de olympische titel veroverde in 41,02. Voorafgaand aan de finale, waarin haar plaats was ingenomen door Elaine Thompson-Herah, had zij deel uitgemaakt van het viertal dat zich in de series met 42,15 voor die finale had gekwalificeerd. Dit leverde ook haar dus een gouden medaille op. 
Morrison is aangesloten bij de MVP Track Club.

## Titels
- Wereldkampioene 4 × 100 m estafette - 2015
- CAC Spelen kampioene 4 × 100 m estafette - 2018
- Carifta Games U17 kampioene 4 × 100 m estafette - 2008

## Persoonlijke records
Outdoor
| Onderdeel | Prestatie        | Datum         | Plaats   |
| --------- | ---------------- | ------------- | -------- |
| 100 m     | 10,87 (+1,3 m/s) | 24 april 2021 | Miami    |
| 200 m     | 22,74 (+0,8 m/s) | 27 juni 2021  | Kingston |

Indoor
| Onderdeel | Prestatie | Datum            | Plaats  |
| --------- | --------- | ---------------- | ------- |
| 60 m      | 7,15      | 12 februari 2016 | Houston |

## Palmares

### 100 m
- 2008: 5e Carifta Games U17 te Basseterre - 12,03 s
- 2011:  Pan-Amerikaanse U20 kamp. te Miramar (Florida) - 11,59 s
- 2015: 7e WK - 11,02 s (½ fin. 10,96 s)
- 2017: 5e in ½ fin. WK - 11,15 s
- 2018: 5e Gemenebestspelen - 11,31 s (in ½ fin. 11,27 s)
- 2019: 5e Pan-Amerikaanse Spelen - 11,40 s
- 2022:  NACAC-kamp. - 11,11 s

### 4 x 100 m
- 2008:  Carifta Games U17 - 46,51 s
- 2011:  Pan-Amerikaanse U20 kamp. - 45,37 s
- 2015:  World Athletics Relays - 42,14 s[1]
- 2015:  WK - 41,07 s (NR)
- 2017:  World Athletics Relays - 42,95 s
- 2017:  WK - 42,19 s
- 2018:  Gemenebestspelen - 42,52 s
- 2018:  CAC Games - 43,41 s
- 2019:  World Athletics Relays - 43,29 s
- 2019: 4e Pan-Amerikaanse Spelen - 43,74 s
- 2019:  WK - 41,44 s[2]
- 2021:  OS - 41,02 s (NR)[3]
- 2022:  NACAC-kamp. - 43,39 s

Diamond League podiumplaatsen
- 2015:  Weltklasse Zürich - 41,60 s
- 2019:  London Grand Prix - 42,29 s

1983 Gladisch, Koch, Auerswald, Göhr · 
1987 Brown, Williams, Griffith-Joyner, Marshall · 
1991 Duhaney, Cuthbert, McDonald, Ottey · 
1993 Bogoslovskaja, Maltsjoegina, Voronova, Privalova · 
1995 Mondie-Milner, Guidry-White, Gaines, Torrence · 
1997 Gaines, Jones, Miller, Devers · 
1999 Fynes, Sturrup, Davis-Thompson, Ferguson · 
2001 Paschke, G. Rockmeier, B. Rockmeier, Wagner · 
2003 Girard, Hurtis-Houairi, Félix, Arron · 
2005 Daigle, Lee, Barber, Williams · 
2007 Williams, Felix, Barber, Edwards · 
2009 Facey, Fraser, Bailey, Stewart · 
2011 Knight, Felix, Myers, Jeter · 
2013 Russell, Stewart, Calvert, Fraser-Pryce · 
2015 Campbell-Brown, Morrison, Thompson, Fraser-Pryce · 
2017 Brown, Felix, Akinosun, Bowie · 
2019 Whyte, Fraser-Pryce, Smith, Jackson · 
2022 Jefferson, Steiner, Prandini, Terry · 
2023 Davis, Terry, Thomas, Richardson